# バンクイナ
バンクイナ（鷭水鶏、学名：Amaurornis olivaceus）はツル目クイナ科に分類される鳥類の一種である。

## 分布
フィリピン、ソロモン諸島、モルッカ諸島、ニューギニア、オーストラリア北部に分布する。

## 形態
全長約32cm。頭頂部から体の上面は、暗いオリーブ色がかった褐色で、喉、胸、腹は緑色がかった灰色である。虹彩は赤褐色、嘴は緑がかった黄色、脚は黄色である。

## 生態
河川の近くのアシや草の茂みの中に生息するが、水辺から離れた草地でも見られることがある。
草の種子や昆虫類を食べる。
草の茂みの中に営巣し、1腹4-7個の卵を産む。

## 亜種
以下の5亜種に分類される。
- Amaurornis olivaceus olivaceus

基亜種。フィリピンに分布する。
- Amaurornis olivaceus moluccanus

モルッカ諸島、ニューギニア北部に分布する。本種を別種Amaurornis moluccanaとして分類する説もある。
- Amaurornis olivaceus nigrifrons

ビスマーク諸島と東ソロモン群島に分布する。
- Amaurornis olivaceus ultimus

サンクリストバル島に分布する。
- Amaurornis olivaceus ruficrissus

ニューギニア東南部とオーストラリア北部に分布する。